# 庫爾蘇姆·納瓦茲·謝里夫
庫爾蘇姆·納瓦茲·謝里夫 （1950年3月29日—2018年9月11日），巴基斯坦女性政治家，現任巴基斯坦国民议会（National Assembly）的议员。庫爾蘇姆曾三度擔任巴国第一夫人：1990年—1993年，1997年—1999年和2013年—2017年。1999至2002年，她在其丈夫納瓦茲·謝里夫的政黨巴基斯坦穆斯林联盟擔任主席。
她來自於一個源自克什米爾但定居拉合尔家族。1971年4月2日，她和同樣來自克什米爾的商人及政治家納瓦茲·謝里夫结婚。兩人育有兩子兩女。